# Землен
Зе́млен (болг. Землен) — село в Старозагорській області Болгарії. Входить до складу общини Раднево.

## Населення
За даними перепису населення 2011 року у селі проживали 183 особи, усі — болгари.
Розподіл населення за віком у 2011 році:
Динаміка населення: